# Mario Sergio Cortella
Mario Sergio Cortella, né le 5 mars 1954 à Londrina, est un écrivain et philosophe brésilien. Durant les années 1990, il est aussi assesseur municipal à l'éducation (pt) à São Paulo durant le mandat de Luiza Erundina.
Il est connu au Brésil, avec d'autres intellectuels tels que Clóvis de Barros Filho (pt), Leandro Karnal (pt), Renato Janine Ribeiro (pt) et Luiz Felipe Pondé (pt), pour avoir vulgarisé la philosophie dans la société contemporaine. Un de ses livres les plus connus est Pourquoi faisons-nous ce que nous faisons ? (pt), dans lequel il analyse la vie professionnelle contemporaine.

## Biographie
Né à Londrina (Paraná) en 1954, il commence, durant les années 1970, à suivre une voie monastique dans un couvent de l'ordre des Carmes déchaux, mais il abandonne cette perspective pour privilégier sa carrière universitaire.
Il obtient son diplôme en 1975 de la Faculté de philosophie de Notre-Dame Medianeira et, en 1989, une maîtrise en éducation de l'Université pontificale catholique de São Paulo (PUC-SP), sous la direction du professeur Moacir Gadotti (pt). En 1997, sous la direction du professeur Paulo Freire, il termine son doctorat en éducation à la PUC-SP.
Il a été professeur titulaire au département de théologie et de sciences des religions de la même université de 1977 à 2012 et professeur invité à la Fundação Dom Cabral depuis 1997 et à la Fundação Getúlio Vargas entre 1998 et 2010.
Sous l'administration de Luiza Erundina, il a été conseiller d'éducation de la ville de Sao Paulo. Il a réalisé le programme télévisé Diálogos Impertinentes sur la chaîne de télévision PUC.
En 2017, il est l'un des dix finalistes du prix de l'éducation Darcy Ribeiro.

## Œuvres

### Essais
- (pt) Descartes, a paixão pela razão, São Paulo, FTD, 1988
- (pt) Liderança em Foco
- (pt) Vivemos Mais! Vivemos Bem? Por Uma Vida Plena
- (pt) Qual é a tua Obra? : Inquietações Propositivas sobre Gestão, Liderança e Ética, 2009
- (pt) Educação e Esperança: sete reflexões breves para recusar o biocídio
- (pt) Vida e Carreira: um equilíbrio possível? : avec Pedro Mandelli
- (pt) Política: Para Não Ser Idiota : avec Renato Janine Ribeiro, 2010
- (pt) O que é a Pergunta? : avec Silmara Casadei
- (pt) Sobre a Esperança: Diálogo : en collaboration avec Frei Betto
- (pt) Viver em Paz para Morrer em Paz: Paixão, Sentido e Felicidade
- (pt) Viver em Paz para Morrer em Paz: Paixão, Sentido e Felicidade
- (pt) Não Nascemos Prontos!
- (pt) Não Espere Pelo Epitáfio: Provocações Filosóficas
- (pt) Nos Labirintos da Moral : avec Yves de La Taille
- (pt) A Escola e o Conhecimento: fundamentos epistemológicos e políticos
- (pt) Não se desespere! Provocações filosóficas, 2013
- (pt) Pensar Bem Nos Faz Bem! : (Filosofia, Religião, Ciência, Educação), Editora Ferraz & Cortella, 2014[5]
- (pt) Ética e Vergonha na Cara! : avec Clóvis de Barros Filho, 2014
- (pt) A Era da Curadoria - o Que Importa É Saber o Que Importa! : avec Gilberto Dimenstein, 2015
- (pt) Felicidades Foi-se Embora? : avec Leonardo Boff et Frei Betto, 2016
- (pt) Por que Fazemos o que Fazemos? : Aflições vitais sobre trabalho, carreira e realização, 2016
- (pt) A Sorte Segue a Coragem! Oportunidades, competências e tempos de vida, 2018
- (pt) Nós e a Escola: Agonias e Alegrias, 2018